# 연합 전쟁
연합 전쟁(스페인어: Guerra de la Confederación)은 페루-볼리비아 연합과 칠레, 아르헨티나, 북페루의 반페루-볼리비아 연합군이 맞붙은 전쟁이다.
스페인에서 독립한 신생 국가인 페루와 볼리비아가 국가연합을 꾀하면서 문제가 시작되었다. 자국의 북쪽과 서쪽에 강력한 연방이 성립되는 것을 심각하게 우려했던 칠레와 아르헨티나, 브라질 제국은 군대를 파견하여 연합 반대파를 지원하였다. 결국 전쟁은 연합 반대파가 승리하여 페루-볼리비아 연합이 해체 되었다.
독립 당시부터 아마존 강의 상류를 지배하던 볼리비아는 이 전쟁에서의 패배로 인하여 120km2에 달하는 자국의 영토를 브라질 제국에 할양하고 아마조나스주 전체가 브라질에 귀속되었다. 또한 남쪽 지역을 아르헨티나에 할양하였다.

## 같이 보기
- 페루-볼리비아 연합
- 태평양 전쟁 (남아메리카)